# Küssaberg
Küssaberg est une commune de Bade-Wurtemberg (Allemagne), située dans l'arrondissement de Waldshut, dans le district de Fribourg-en-Brisgau.
Küssaberg regroupe les quartiers suivants :
| Blason            | Quartier     | Habitants (données : 2012) | Surface |
| ----------------- | ------------ | -------------------------- | ------- |
| Wappen            | Bechtersbohl | 293                        |         |
| Wappen            | Dangstetten  | 1069                       |         |
| Führt kein Wappen | Ettikon      | 314                        |         |
| Wappen            | Kadelburg    | 1885                       |         |
| Wappen            | Küßnach      | 145                        |         |
| Wappen            | Reckingen    | 351                        |         |
| Wappen            | Rheinheim    | 1313                       |         |

## Jumelages
- Küssnacht (Suisse)
- La Talaudière (France)
- Pfaffroda (Allemagne)